# Lazarus (ИРО)
Лазарус је вишеплатформско визуелно интегрисано развојно окружење (ИРО) за Паскал и Објектни Паскал, слично Делфи развојном окружењу. Доступан је на већини Линукс дистрибуција, ФрееБСД оперативном систему, Microsoft Windows-у и Мек OS X-у. Дистрибуира се под више слободних софтверских лиценци.
Слободни Паскал (енгл. Free Pascal) компајлер ради на већини оперативних система. Пројектован је тако да користи и компајлира изворни код Објектног Паскала, који је објектно-оријентисани надскуп програмског језика Паскал. За разлику од Јаве која је намењена да се једном пише, а покреће било где, Лазарус и Слободни Паскал имају за циљ да се код једном пише, а компајлира било где. Пошто је исти преводилац на располагању за већи број оперативних система, нема потребе за поновним кодирањем, већ се компајлирање ради посебно за различите платформе.
У поређењу са Делфи-јем, Лазарус је мање стабилан и мање добро документован. Међутим, Лазарус има вишеплатформску способност, транспарентнији је, више прилагодљив и може се покренути и са USB флеш диска. Под Линукс-ом, Делфи код се може компајлирати уз Лазарус са мало прилагођавања. Лазарусов изворни код може бити и прилагођен за компајлирање са Делфијем или Кајликсом (напуштеном верзијом Делфија за Линукс).

## Доступни интерфејси
Тренутни статус виџет тулкит интерфејса:
- Win32/Win64 GDI - у широкој употреби
- GTK+ 1.2.x - у широкој употреби
- GTK+ 2.8+ - потпуно подржан и у широкој је употреби
- Qt 4.5+ - има преведена заглавља и интерфејс је потпуно имплементиран
- Cocoa (Mac OS X матерњи тулкит) - доступан је иницијални интерфејс
- Carbon (Mac OS X матерњи тулкит) - у широкој употреби
- Windows CE - скоро у потпуности подржан
- fpGUI (Free Pascal GUI тулкит) - започиње подршка

## Подршка за базе података
Следеће базе података су директно подржане:
- PostgreSQL
- dBase и FoxPro
- MySQL
- SQLite
- MSSQL
- InterBase / Firebird